# Egil Ulfstein
Egil Ulfstein (Ulsteinvik, 1º ottobre 1971) è un ex calciatore norvegese, di ruolo difensore.

## Carriera

### Club
Ulfstein cominciò la carriera con la maglia dello Hødd, per cui giocò dal 1988 al 1992. Si trasferì poi al Viking, per cui esordì nell'Eliteserien il 2 maggio 1993, quando fu titolare nel successo per 1-0 sul Lillestrøm. Il 16 maggio successivo segnò la prima rete nella massima divisione norvegese, nel successo per 2-1 sul Tromsø.
Passò poi al Brann, per cui debuttò il 13 aprile 1998, quando fu titolare nella sconfitta per 0-1 contro il Moss. Il 7 giugno dello stesso anno, segnò la prima rete con questa maglia in occasione del pareggio per 2-2 contro lo Haugesund. Rimase in squadra fino al termine del campionato 2004.

### Nazionale
Ulfstein conta 19 presenze per la Norvegia under 21, con 2 reti all'attivo. Giocò 2 partite anche per la Nazionale maggiore, prima delle quali in data 26 novembre 1995, quando fu titolare nel pareggio per 1-1 contro la Giamaica.

## Statistiche

### Presenze e reti nei club
Statistiche aggiornate al 31 gennaio 2012.
| Stagione      | Club          | Campionato    | Campionato | Campionato | Coppe nazionali | Coppe nazionali | Coppe nazionali | Coppe continentali | Coppe continentali | Coppe continentali | Supercoppe | Supercoppe | Supercoppe | Totale | Totale |
| Stagione      | Club          | Comp          | Pres       | Reti       | Comp            | Pres            | Reti            | Comp               | Pres               | Reti               | Comp       | Pres       | Reti       | Pres   | Reti   |
| ------------- | ------------- | ------------- | ---------- | ---------- | --------------- | --------------- | --------------- | ------------------ | ------------------ | ------------------ | ---------- | ---------- | ---------- | ------ | ------ |
| 1988          | Hødd          | 3D            | 3          | 0          | CN              | ?               | ?               | -                  | -                  | -                  | -          | -          | -          | ?      | ?      |
| 1989          | Hødd          | 3D            | 14         | 1          | CN              | ?               | ?               | -                  | -                  | -                  | -          | -          | -          | ?      | ?      |
| 1990          | Hødd          | 2D            | 9          | 0          | CN              | ?               | ?               | -                  | -                  | -                  | -          | -          | -          | ?      | ?      |
| 1991          | Hødd          | 1D            | 20         | 2          | CN              | ?               | ?               | -                  | -                  | -                  | -          | -          | -          | ?      | ?      |
| 1992          | Hødd          | 1D            | 22         | 2          | CN              | ?               | ?               | -                  | -                  | -                  | -          | -          | -          | ?      | ?      |
| Totale Hødd   | Totale Hødd   | Totale Hødd   | 68         | 5          |                 | ?               | ?               |                    | -                  | -                  |            | -          | -          | ?      | ?      |
| 1993          | Viking        | ES            | 22         | 0          | CN              | 5               | 0               | -                  | -                  | -                  | -          | -          | -          | 27     | 0      |
| 1994          | Viking        | ES            | 22         | 2          | CN              | 4               | 0               | -                  | -                  | -                  | -          | -          | -          | 26     | 2      |
| 1995          | Viking        | ES            | 25         | 1          | CN              | 3               | 2               | CU                 | 4                  | 1                  | -          | -          | -          | 32     | 4      |
| 1996          | Viking        | ES            | 24         | 0          | CN              | 2               | 1               | -                  | -                  | -                  | -          | -          | -          | 26     | 1      |
| 1997          | Viking        | ES            | 26         | 1          | CN              | 6               | 0               | CU                 | 4                  | 0                  | -          | -          | -          | 36     | 1      |
| Totale Viking | Totale Viking | Totale Viking | 119        | 4          |                 | 20              | 3               |                    | 8                  | 1                  |            | -          | -          | 147    | 8      |
| 1998          | Brann         | ES            | 11         | 1          | CN              | 1               | 0               | CU                 | 1                  | 0                  | -          | -          | -          | 13     | 1      |
| 1999          | Brann         | ES            | 10         | 1          | CN              | 4               | 0               | -                  | -                  | -                  | -          | -          | -          | 14     | 1      |
| 2000          | Brann         | ES            | 15         | 1          | CN              | 0               | 0               | CU                 | 3                  | 0                  | -          | -          | -          | 18     | 1      |
| 2001          | Brann         | ES            | 21         | 0          | CN              | 4               | 0               | UCL                | 2                  | 0                  | -          | -          | -          | 27     | 0      |
| 2002          | Brann         | ES            | 17         | 1          | CN              | 4               | 1               | CU                 | 2                  | 0                  | -          | -          | -          | 23     | 2      |
| 2003          | Brann         | ES            | 18         | 0          | CN              | 2               | 0               | -                  | -                  | -                  | -          | -          | -          | 20     | 0      |
| 2004          | Brann         | ES            | 0          | 0          | CN              | 1               | 0               | -                  | -                  | -                  | -          | -          | -          | 1      | 0      |
| Totale Brann  | Totale Brann  | Totale Brann  | 92         | 4          |                 | 16              | 1               |                    | 8                  | 0                  |            | -          | -          | 116    | 5      |
| Totale        | Totale        | Totale        | 279        | 13         |                 | ?               | ?               |                    | 16                 | 1                  |            | -          | -          | ?      | ?      |

#### Cronologia presenze e reti in Nazionale
| Cronologia completa delle presenze e delle reti in nazionale ― Norvegia | Cronologia completa delle presenze e delle reti in nazionale ― Norvegia | Cronologia completa delle presenze e delle reti in nazionale ― Norvegia | Cronologia completa delle presenze e delle reti in nazionale ― Norvegia | Cronologia completa delle presenze e delle reti in nazionale ― Norvegia | Cronologia completa delle presenze e delle reti in nazionale ― Norvegia | Cronologia completa delle presenze e delle reti in nazionale ― Norvegia | Cronologia completa delle presenze e delle reti in nazionale ― Norvegia |
| Data                                                                    | Città                                                                   | In casa                                                                 | Risultato                                                               | Ospiti                                                                  | Competizione                                                            | Reti                                                                    | Note                                                                    |
| ----------------------------------------------------------------------- | ----------------------------------------------------------------------- | ----------------------------------------------------------------------- | ----------------------------------------------------------------------- | ----------------------------------------------------------------------- | ----------------------------------------------------------------------- | ----------------------------------------------------------------------- | ----------------------------------------------------------------------- |
| 26/11/1995                                                              | Kingston                                                                | Giamaica                                                                | 1 – 1                                                                   | Norvegia                                                                | Amichevole                                                              | -                                                                       |                                                                         |
| 29/11/1995                                                              | Port of Spain                                                           | Trinidad e Tobago                                                       | 3 – 2                                                                   | Norvegia                                                                | Amichevole                                                              | -                                                                       |                                                                         |
| Totale                                                                  |                                                                         | Presenze                                                                | 2                                                                       |                                                                         | Reti                                                                    | 0                                                                       |                                                                         |